# 镇龙江
镇龙江，又称鳄江、云表江，位于中国广西壮族自治区南部，是郁江左岸支流，发源于宾阳县黎塘镇欧阳村望田屯东北3千米处，西南流3千米后进入横县境内，东南流经横县镇龙乡、六兰水库、云表镇，于云表镇站圩村滩头屯汇入郁江。干流河长83千米，平均比降3.04‰，流域面积614平方公里。年均径流量4.11亿立方米。